# Torymus erucarum
Torymus erucarum is een vliesvleugelig insect uit de familie Torymidae. De wetenschappelijke naam is voor het eerst geldig gepubliceerd in 1781 door Schrank.